# Anke Riefers
Anke Riefers (* 1940 in Hanerau-Hademarschen) ist eine ehemalige deutsche Politikerin (SPD) und war von 1994 bis 1999, mit einer kurzen Unterbrechung 1995, Bürgermeisterin der Stadt Sankt Augustin im Rhein-Sieg-Kreis in Nordrhein-Westfalen.

## Leben
Riefers wuchs in Büsum auf, wo sie auch ihr Abitur ablegte. Anschließend studierte sie in Kiel und Berlin und arbeitete in den Jahren 1964 bis 1971 als Lehrerin. Sie hat zwei Kinder, vier Enkelkinder und lebt im Sankt Augustiner Stadtteil Hangelar.

## Politik
Anke Riefers trat im Jahr 1971 in die SPD ein und war von 1972 bis 1974 Mitglied des Stadtrats in Erlangen. Von 1979 bis 1984 war sie als sachkundige Bürgerin in Sankt Augustin aktiv und zeitgleich auch SPD-Fraktionsgeschäftsführerin, anschließend 15 Jahre lang Ratsmitglied. Von 1985 bis 1991 fungierte sie als Fraktionsvorsitzende der SPD und war ab 1989 Vizebürgermeisterin.
Nach der Kommunalwahl am 16. Oktober 1994 wurde sie mit den Stimmen von SPD und Grünen im Rat als Nachfolgerin von Wilfried Wessel zur ersten weiblichen Bürgermeisterin der Stadt Sankt Augustin gewählt. Aufgrund von Unregelmäßigkeiten bei der Kommunalwahl in mehr als der Hälfte der Wahlbezirke erklärte der Stadtrat am 1. Februar 1995 die Wahl für ungültig, sodass dieser zum 1. März aufgelöst wurde und Riefers, die vom Rat gewählt worden war, ebenfalls ihr Amt verlor. Kommissarisch übernahm der SPD-Landtagsabgeordnete Hans Jaax aus Troisdorf die Aufgaben von Rat und Bürgermeisterin. Bei der Neuwahl, die parallel zur Landtagswahl am 14. Mai 1995 stattfand, verteidigte die Koalition ihre Mehrheit und Riefers wurde erneut zur Bürgermeisterin gewählt. Im Zuge der Abschaffung der kommunalen Doppelspitze in Nordrhein-Westfalen wurde sie 1996 zur ersten hauptamtlichen Bürgermeisterin gewählt. Bei der ersten direkten Bürgermeisterwahl 1999 verlor sie gegen ihren Herausforderer Klaus Schumacher von der CDU.
Seit der Gründung 1995 ist Riefers Vorsitzende des Freundeskreises  mit der Partnerstadt Mewasseret Zion in Israel. Als Bürgermeisterin hat sie 1999 die Patenschaft für den Siegauen-Tunnel der ICE-Schnellfahrstrecke Köln–Rhein/Main übernommen.
Ab 2001 ermittelte die Bonner Staatsanwaltschaft wegen des Verdachts der Vorteilsannahme im Zuge der sogenannten Hellweg-Affäre gegen Riefers, das Verfahren wurde aber im Februar 2003 gegen Zahlung einer Geldauflage eingestellt, da sie sich nicht persönlich bereichert hatte.

## Ehrungen
- Bundesverdienstkreuz am Bande (1993)